# 歐陽文 (湖南)
欧阳文（1912年1月25日—2003年6月12日），中国人民解放军中将，1955年获二级八一勋章、一级独立自由勋章、一级解放勋章。